# Podharcmistrz
Podharcmistrz (podharcmistrzyni) – drugi (z trzech) stopień instruktorski w harcerstwie. Oznaczany zieloną podkładką pod krzyżem harcerskim oraz zieloną lilijką noszoną na lewym rękawie munduru harcerskiego. Często zapisywany w skrócie jako phm. przed imieniem i nazwiskiem.
Nazwa podharcmistrz istniała już w 1914 roku. Była to jednak nie nazwa stopnia, lecz funkcji – ówczesny podharcmistrz oznaczał tyle co dzisiejszy przyboczny. Angielski termin assistant scoutmaster tłumaczony był również jako podchorąży, pomocnik skautmistrza, pomocnik naczelnika, instruktor, podskautmistrz, ale to podharcmistrz zyskał największą popularność. Podharcmistrz musiał mieć minimum 18 lat i spełniać wymagania takie jak dla harcmistrza (ówczesnego), z wyjątkiem obowiązku dysponowania lokalem na zbiórki. Barwą wyróżniającą podharcmistrza był wiśniowy – po lewej stronie kapelusza nosił lilijkę w srebrnym kręgu z kitką w tym kolorze, oraz pęk wiśniowych wstążek na lewym ramieniu.

## Związek Harcerstwa Polskiego

### Idea stopnia
Określa kierunki swojego rozwoju i je realizuje. Pracuje nad własnymi słabościami, przełamując je. Przykładem osobistym świadomie i pozytywnie oddziałuje na otoczenie. Rozumie ludzi i otaczającą go rzeczywistość – reaguje na ich potrzeby. Systematycznie stosuje służbę jako narzędzie harcerskiej pracy wychowawczej. Potrafi zauważyć sytuacje problemowe i je rozwiązywać. Umie spojrzeć na nie szerzej, niż tylko z perspektywy własnego środowiska. Buduje swój autorytet. Doskonali swą wiedzę i umiejętności wychowawcze. Dzieli się nimi z kadrą. Świadomie i konsekwentnie stosuje metodę harcerską. Pracuje w zespole instruktorskim. Ma własny pogląd na sprawy nurtujące jego środowisko harcerskie. Wzmacnia tożsamość harcerstwa.

### Warunki otwarcia próby
1. Pozytywnie oceniona praca instruktorska przez co najmniej 12 miesięcy od przyznania stopnia przewodnika.
2. Zaliczona służba instruktorska.
3. Ukończone 18 lat.
4. Przedstawienie KSI programu swojej próby zapewniającego realizację wymagań.
5. Brał udział w doskonaleniu zastępowych, przybocznych.
6. Ma doświadczenie na funkcji drużynowego lub przybocznego.

Źródło.

### Wymagania
1. Wykazał się umiejętnością pracy nad sobą, stawiania celów w życiu, podejmowania działań (do ich realizacji), ich oceny i wyciągania wniosków.
2. Podnosi swoje umiejętności i kwalifikacje.
3. Bierze czynny udział w życiu otaczającego go środowiska społecznego.
4. W swojej pracy instruktorskiej świadomie wykorzystuje służbę.
5. Wykazał się umiejętnością pracy w zespole, komunikowania się oraz motywowania innych. Zrealizował zadanie instruktorskie na poziomie szczepu lub hufca.
6. Pogłębił znajomość harcerskiego systemu wychowawczego oraz zasad metodyki grup wiekowych.
7. Stosuje metodę harcerską w pracy z instruktorami.
8. Świadomie stosuje System pracy z kadrą.
9. Pracuje nad swoją postawą instruktorską. Doskonali swoje umiejętności harcerskie i instruktorskie – w trakcie próby brał udział w minimum 2 wybranych formach kształceniowych.
10. Przygotował się do roli opiekuna próby na stopnie instruktorskie.
11. Pozyskał sojuszników do działalności harcerskiej.
12. Pełnił funkcję instruktorską w czasie roku harcerskiego i był członkiem komendy kolonii/obozu lub zimowiska.
13. Orientuje się w historii i aktualnej sytuacji harcerstwa. Korzysta z harcerskiej literatury i mediów. Przeczytał minimum 3 wybrane książki harcerskie.
14. Wykazał się znajomością przepisów finansowych i organizacyjnych oraz zasad prowadzenia obozu harcerskiego odpowiadających wymaganiom stawianym kierownikom wypoczynku.
15. Wykazał się umiejętnością pozyskiwania środków na działalność harcerską.

Źródło.

### Warunki zamknięcia próby
1. Osiągnięcie poziomu opisanego w idei stopnia i zrealizowanie wymagań próby.
2. Pozytywnie oceniona praca instruktorska w okresie realizacji próby.
3. Ukończenie kursu podharcmistrzowskiego.

Źródło.

### Uprawnienia wynikające z posiadania stopnia
Osoba w stopniu podharcmistrza może:
1. być opiekunem próby na stopień przewodnika,
2. być opiekunem próby na stopień podharcmistrza w przypadku gdy:
  - uzyskała zgodę właściwej KSI,
  - posiada stopień podharcmistrza od minimum 2 lat,
  - ma otwartą próbę harcmistrzowską,
  - jako opiekun pozytywnie przeprowadziła i zamknęła co najmniej jedną próbę przewodnikowską;
3. być członkiem komisji stopni instruktorskich hufca,
4. zdobyć Srebrną Odznakę Kadry Kształcącej,
5. zostać odznaczona Brązowym Krzyżem „Za Zasługi dla ZHP”,
6. być kierownikiem placówki wypoczynku.

- Stopień podharcmistrza powinni posiadać instruktorzy pełniący np. takie funkcje jak: namiestnik, komendant szczepu itp.

## Związek Harcerstwa Rzeczypospolitej (Organizacja Harcerzy)
Na podstawie regulaminu stopni instruktorskich Organizacji Harcerzy
Związku Harcerstwa Rzeczypospolitej. Wprowadzony Rozkazem Naczelnika Harcerzy ZHR Ls10/2004 z 27 września 2004 roku.

### Idea stopnia
Człowiek
Dokładnie rozpoznał swoje talenty, rozwija je i wykorzystuje w osiąganiu wyznaczonych celów. Wybrał kierunek swojego rozwoju i nim podąża. Potrafi zebrać odpowiedni zespół do wykonania wyznaczonego zadania i kierując nim osiągnąć wyznaczone cele. Nie ufa bezkrytycznie sądom innych ludzi, jest nie tylko niezależny w formułowaniu własnego zdania, ale i odpowiedzialny za wypowiadane opinie i poglądy. Potrafi kierować grupą dorosłych ludzi. Wzmacnia swoją silną wolę i hart ducha. Daje świadectwo odwagi cywilnej i męstwa tak w życiu codziennym, jak i sytuacjach trudnych. Nie stawia przed innymi celów, które są dla nich nieosiągalne. Zawsze wymaga najwięcej od siebie. Nieustannie poszerza swoją wiedzę o sztuce, filozofii i historii. Wytrwale dąży do określenia swojego powołania. Podejmuje działania przygotowujące do jego realizacji. W pełni uznaje jedność i nierozerwalność sakramentu małżeństwa. Dba o wysoką kondycję fizyczną. Może o sobie powiedzieć, że w lesie czuje się dobrze.
Chrześcijanin
W swoim środowisku działania daje apostolskie świadectwo wiary. Ewangelia jest głównym kryterium
podejmowanych wyborów życiowych i wychowawczych. Prowadząc życie sakramentalne uczestniczy w życiu liturgicznym Kościoła. Nie ustaje w pogłębianiu wiary, poprzez lektury, dyskusje, rekolekcje itd., które pomagają w przygotowaniu się do aktywnej postawy świadectwa.
Polak
Umacniając swoją tożsamość narodową, szerzy postawę umiłowania Ojczyzny w swoim środowisku działania. Buduje własną wizję Polski, w której chciałby żyć. Współorganizuje życie społeczności lokalnej. Potrafi uzasadnić swoje poglądy polityczne argumentami merytorycznymi. Rozumie podstawowe problemy międzynarodowe. Potrafi wskazać osiągnięcia Polski w skali Europy i Świata.
Wychowawca
Sumiennie wypełniając swoje obowiązki jest dla innych wzorem instruktora. Swoim życiem świadczy o
przestrzeganiu wszystkich punktów Prawa Harcerskiego. Potrafi sprawnie zorganizować działania obejmujące kilka drużyn. W sposób świadomy wychowuje przyszłych i obecnych wychowawców. Rozumie harcerską metodykę wychowawczą, potrafi stosować przynajmniej jedną z metod w sposób mistrzowski i rozwija ją, zwiększając skuteczność jej oddziaływania. Dla drużynowych i innych młodszych instruktorów jest starszym bratem, a nie tylko przełożonym. Potrafi zawrzeć kompromis, jest przywódcą. W podejmowanych działaniach i zlecanych zadaniach cechuje go pełna odpowiedzialność za swoich podwładnych. Czynnie zabiega o formację chrześcijańską podległych instruktorów i harcerzy starszych. Rozumie rolę harcerstwa w drodze do świętości bł. ks. phm. W. St. Frelichowskiego. Potrafi kierować hufcem, referatem, kształceniem drużynowych.

### Warunki otwarcia próby
1. Przez co najmniej 18 miesięcy pełnił służbę w stopniu przewodnika
2. Otworzył próbę na stopień Harcerza Rzeczypospolitej
3. Pełni funkcję wychowawczą.
4. Przedstawił pisemną opinię hufcowego.
5. Wybrał opiekuna i ułożył wraz z nim próbę na stopień.
6. Rozwija swoje życie zawodowe i osobiste – realizuje wybrane plany osobistej przyszłości.
7. Posiada ugruntowany światopogląd.
8. Charakteryzuje go świadoma wiara i postawa świadectwa.

### Wymagania

#### Cele kształcenia
1. Rozumie zasady i potrafi stosować metodę zuchową, harcerską i wędrowniczą będąc mistrzem w jednej z nich.
2. Potrafi pracować z zespołem i w zespole dorosłych (motywacja, organizacja, koordynacja), potrafi zarządzać zespołem zadaniowym i funkcjonować w nim.
3. Zna nowoczesne metody zarządzania i podstawowe zasady promocji.
4. Rozumie i wprowadza pojęcie służby jako cel harcerskiego wychowania i element metody.
5. Zna podstawy psychologii człowieka dorosłego odnoszące się do potrzeb, motywacji, kształtowania postaw, oddziaływania i zarządzania.
6. Potrafi napisać wielowątkowy program wychowawczy (dostosowuje sposób działania do stawianych celów).
7. Zna i rozumie cele, strukturę, zadania i sposób funkcjonowania hufca.
8. Zna i rozumie zasady funkcjonowania chorągwi.
9. Zna zasady kształcenia instruktorskiego OH-y, rozumie system kształcenia swojej chorągwi: potrafi dobrać formę kształcenia do celów i uczestników kursu, potrafi zaplanować i przeprowadzić kurs drużynowych, posiada wiedzę i umiejętności dydaktyczne, posługuje się różnymi formami prowadzenia zajęć, łączy elementy formacyjne ze szkoleniowymi.
10. Potrafi zaplanować i zorganizować zgrupowanie obozów, akcję harcerską (biwak, zlot, rajd, złaz itd.) na poziomie hufca zachowując odpowiednie zasady bezpieczeństwa: posiada państwowe uprawnienia do prowadzenia obozu samodzielnego i zgrupowania obozów, potrafi zorganizować zaplecze kwatermistrzowskie, przygotować preliminarz, pozyskać środki i przeprowadzić rozliczenie, koordynować realizację programów obozów, prowadzić pracę z kadrą, kierować zespołem organizacyjnym.
11. Potrafi pozyskać kandydata do służby instruktorskiej i wspólnie z nim zaplanować jego próbę pwd.
12. Zna regulaminy ZHR i przepisy państwowe stosowane na poziomie chorągwi i okręgu.
13. Zna zasady funkcjonowania samorządu terytorialnego i współpracuje z nimi, klarownie precyzuje oczekiwania wobec samorządu terytorialnego, przygotował samodzielnie wniosek dotacyjny, zdobył sprzymierzeńca ZHR w lokalnym samorządzie.
14. Wie co to są wartości chrześcijańskie.
15. Potrafi scharakteryzować główne okresy historii harcerstwa wskazując na wybitne postaci instruktorskie.

#### Dokonania instruktorskie
1. Wykazał się dokonaniem instruktorskim na poziomie przewodnikowskim, np.: przekazał lub przekazuje prowadzoną przez siebie dobrą drużynę, lub utworzoną nową drużynę, zaplanował i zrealizował długofalowy program wychowawczy, prowadził autorski kurs zastępowych itd.
2. Współprowadził kurs drużynowych, zaproponował autorski pomysł elementu kształcenia, uczestniczył w kształceniu kadry kształcącej, aktywnie współpracuje z Chorągwianą Szkołą Instruktorską.
3. Jest opiekunem próby przewodnikowskiej i próby na stopień Harcerza Orlego, prowadzi indywidualną pracę formacyjną, pełni dobrze rolę opiekuna próby instruktorskiej.
4. Zaplanował i przeprowadził akcję harcerską wspomagającą inne działania (lub będącą służbą dla innych).
5. W trakcie trwania próby kandydat zajmował się koordynacją bądź realizacją na poziomie hufca elementów rozwoju OH-y ZHR. Dzięki pracy kandydata powstało co najmniej jedno środowisko ZHR.
6. Współpracuje z kapelanem lub duszpasterzem harcerskim i stara się pozyskiwać nowych duszpasterzy.
7. Współorganizował przedsięwzięcie na poziomie chorągwi, współpracując także przy jego zabezpieczaniu logistycznym.
8. Opublikował w prasie harcerskiej kilka artykułów metodycznych.
9. Zachęcił byłego instruktora harcerskiego do pracy metodycznej lub do wspomagania pracy ZHR.
10. Czynnie współpracuje z parafią z terenu hufca, pozyskując życzliwość dla pracy harcerskiej.
11. Swoimi działaniami promuje ZHR na forum publicznym (celowe przedsięwzięcia, wywiady, artykuły itp.), reprezentował ZHR na forum rady dzielnicy, miasta, gminy.
12. Ukończył kurs podharcmistrzowski.

### Warunki zdobywania stopnia
Próba na stopień podharcmistrza obejmuje trzy równoległe obszary. Po pierwsze wzrastanie ideowe, którego ideał zawarty jest w opisie postaci podharcmistrza. Po drugie zdobycie odpowiednich kompetencji wychowawczych określonych ogólnie w celach kształcenia. Po trzecie zaś dokonania instruktorskie na pełnionej funkcji.
1. Najważniejszym celem próby jest wyrobienie umiejętności kierowania zespołem instruktorskim i prowadzenia kształcenia instruktorskiego.
2. Próba składa się z 3 do 6 zadań.
3. W ramach próby kandydat przeczytał 7 lektur zaaprobowanych przez KI.
4. Próba zawiera zadanie zlecone przez komendanta chorągwi/namiestnika.
5. Zadania próby winny być realizowane w macierzystym środowisku hufca/chorągwi.
6. Próba nie może trwać dłużej niż 18 miesięcy.
7. Do zamknięcia próby kandydat zdobył stopień Harcerza Rzeczypospolitej.